# Gaetano Tedeschi
Gaetano Tedeschi, (Roma, 7 de julio de 1953) es un empresario italiano nacido en Roma, director ejecutivo de K.R.Energy, empresa presente en la bolsa de valores de Milán, especializada en el desarrollo de tecnologías de Energía renovable.

## Biografía
Tedeschi posee un título en Ingeniería de Transporte de la Universidad de Roma. 
Se ha desempeñado en cargos gerenciales desde sus 26 años, donde comenzó como mánager de Consorzio CO.GLTAU, y luego ocupó el lugar de director ejecutivo.
Tedeschi se ha desdempeñado como director ejecutivo en compañías como COSIAC S.p.a, Bonatti S.p.a, Italstrade, Astaldi, Italstrade UK, AGITECspa, Logitalia y S.I.MM, antes de ser nombrado como Gerente General de K.R. Energy, donde cumple la misión de transformar a la compañía en una de los mayores proveedores de energías renovables de Italia.